# Tithorea lateflava
Tithorea lateflava är en fjärilsart som beskrevs av Richard Haensch 1909. Tithorea lateflava ingår i släktet Tithorea och familjen praktfjärilar. Inga underarter finns listade i Catalogue of Life.